# Mangora falconae
Mangora falconae là một loài nhện trong họ Araneidae.
Loài này thuộc chi Mangora. Mangora falconae được Ehrenfried Schenkel-Haas miêu tả năm 1953.